# イラン陸軍

イラン・イスラム共和国陸軍の紋章

イラン･イスラム共和国陸軍（イラン・イスラムきょうわこくりくぐん、ペルシア語: ارتش جمهوری اسلامی ایران、英: Islamic Republic of Iran Army）とは、イラン・イスラム共和国の陸軍である。約65万人の人員がいる。

## 概要
イラン･イスラム共和国陸軍は、イラン・イスラム共和国の陸上戦力、1979年のイラン革命によりパーレビ国王が退位した後に誕生したイラン・イスラム共和国の領土を守る部隊である。現在の陸軍司令官は、アターオッラー・サーレヒー少将である。

## 装備
革命前に西側諸国から購入した装備と、革命後に購入もしくは自国開発した装備が混在している。

### 小火器
拳銃・サブマシンガン

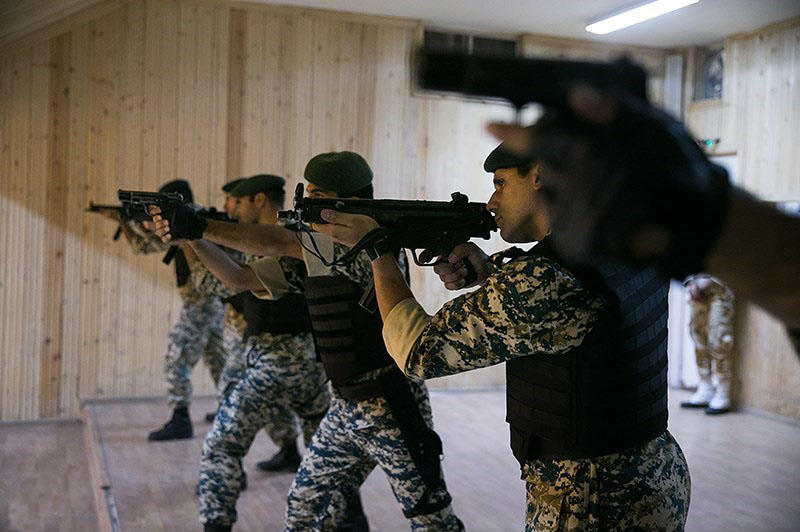
MP5などで武装した第65空挺特殊戦旅団の兵士

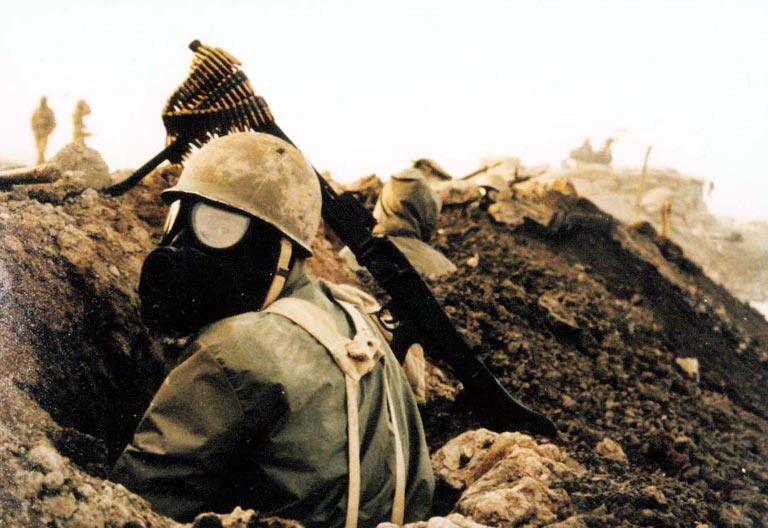
イラン・イラク戦争時に撮影されたMG3射手

- SIG SAUER P226 - 中国北方工業公司（NORINCO）がコピーしたNP22をPC-9「Zoaf」の名でライセンス生産を行なう。
- H&K MP5 - パフラヴィー朝時代から「Tonder」の名でライセンス生産。選択レバーの表記がアラビア文字になっている。

アサルトライフル
- H&K G3 - 現在でも主力のアサルトライフル。パフラヴィー朝時代からライセンス生産により調達。
- AKM - 中国がコピーした56式自動歩槍もKL-7の名でライセンス生産している。
- KH2002 "Khaybar" - 2003年から使用されている自国開発のブルパップ方式アサルトライフル。5.56mm NATO弾を用いる。
- CQ 311 - 中国北方工業公司がM16A1をコピーしたアサルトライフル。｢S-5.56｣の名でライセンス生産をしている。またTypeAを参考に開発したと思われるカービンモデルを｢FAJR 224｣の名で生産している。

機関銃
- ラインメタルMG3 - パフラヴィー朝時代からライセンス生産。
- PK

### 携行火器
- サーエゲ - RPG-7の発展型。
- 69式ロケットランチャー - NORINCOによるRPG-7のコピー。
- RPG-29

### 重火器
榴弾砲・カノン砲
- パフラヴィー朝時代に購入
  - M101 105mm榴弾砲
  - M114 155mm榴弾砲
  - M115 203mm榴弾砲
- 革命後に購入・開発
  - HM41 155mm榴弾砲 - M114を基に開発した国産榴弾砲。
  - D-30 122mm榴弾砲
  - 54式 122mm榴弾砲 - ソ連製M-30 122mm榴弾砲の中国版コピー。
  - D-20 152mm榴弾砲
  - GC-45 155mm榴弾砲（en） - カナダ製の榴弾砲で、ジェラルド・ブルが設立したスペースリサーチコーポレーション社が設計・製造した。イランは購入していないが、イラクが採用しており、イラン・イラク戦争時に大量に鹵獲している。[要出典]
  - GHN-45 155mm榴弾砲 - GC－45を元にオーストリアのノリカム（NORICUN）社が若干の改良を加えた型。ガン/ハウザー、ノリカム、45口径の意味[1]。

### 装甲車両
パフラヴィー朝時代に購入した車両
- 戦車

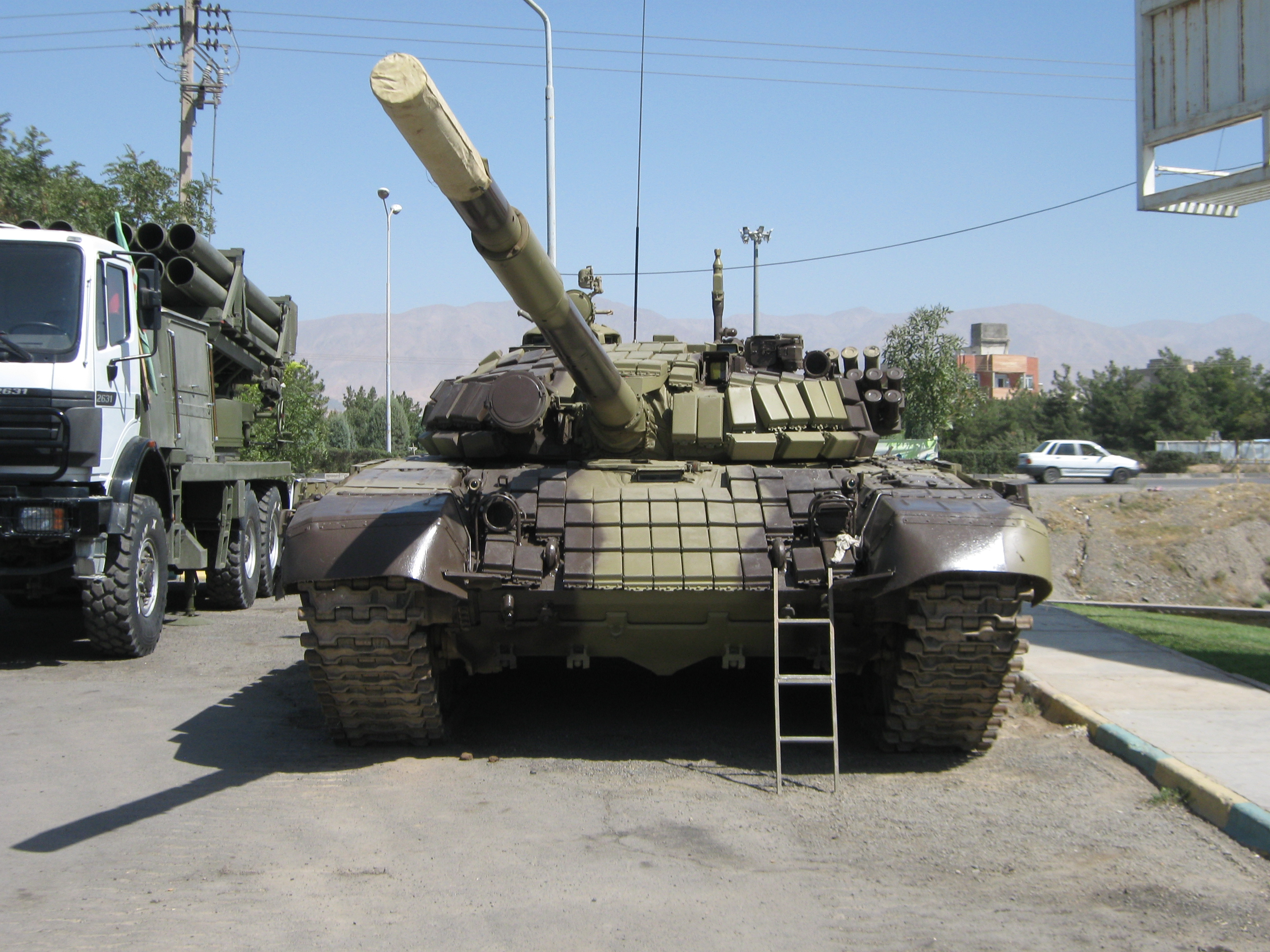
展示中のT-72S(2013年)

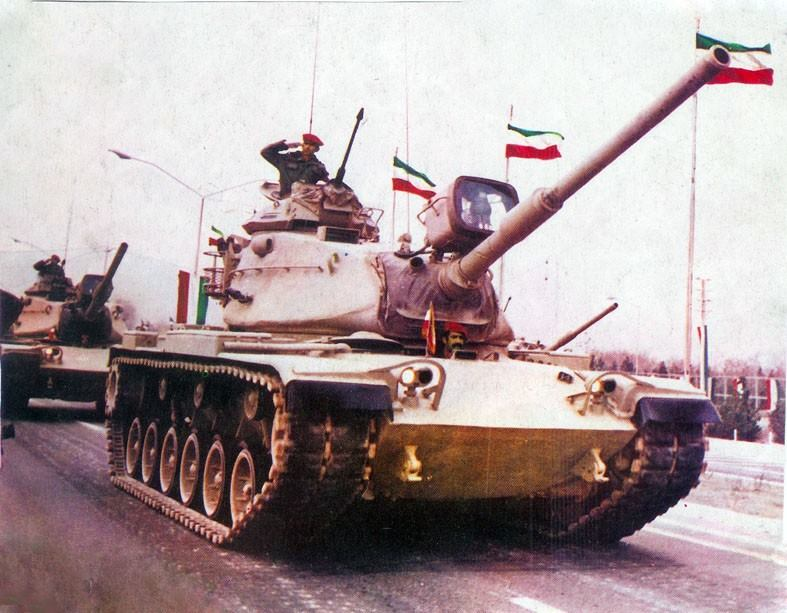
帝政時代のパレードに登場したM60(1974年)

  - M47 - 約400両購入。後に全車がM47M仕様に改修。
  - M48A5 - 168両を購入。
  - M60A1 - 950両を購入。
  - チーフテン - 400両を購入。
  - FV101 スコーピオン - 80両を購入。「Tosan（en）」の名で独自の改良型も生産している。
- 装甲兵員輸送車
  - BTR-50 - 1960年代に旧ソビエトより購入。
  - BTR-60 - 同じく1960年代に購入。
  - M113A1/A2 - 200両を購入。後にイラン・イラク戦争で鹵獲したり、湾岸戦争時に脱出した旧イラク軍の車両も編入。
  - EE-9 カスカベル - ブラジルのエンゲザ社製装輪装甲車。90 mm低圧砲を装備。35両を購入。
- 自走砲
  - M109A1 155mm自走榴弾砲 - 390両を購入。革命後｢ホベイェ｣(ペルシャ語で緑石)の名でコピーされている。
  - M110 203mm自走榴弾砲 - 同型のM107 175mm自走カノン砲も購入。

革命後に購入・開発した車両
- 戦車
  - T-55
  - T-62
  - T-72S - 1990年代にロシアから購入[注 1]。一部はイラン国内でノックダウン生産された[2]。
  - T-72M1-ベラルーシとポーランドから購入。
  - 59式戦車
  - 69/79式戦車
  - ゾルファガール - 自国開発した戦車
  - サフィール74/タイプ72Z - T-55･59式戦車・69/79式戦車の独自改良型。スロベニアのフォトナ社製射撃統制装置と爆発反応装甲、自動消火装置を搭載。
  - サムサーム - 国産[3]。M60A1にかなり似ているが、発煙弾発射装置がT-72に似たものになっている。
  - サバラン - M47の独自改良型。車体機銃を撤去、105mm砲や新型FCS を搭載する大型砲塔に変更。サイドスカートや自動消火装置を搭載。
  - カラール - 2017年3月に量産開始が公表された新型戦車。
- 歩兵戦闘車
  - BMP-1
  - 86式歩兵戦闘車（英語版）
  - BMP-2
- 装甲兵員輸送車
  - BTR-50
  - BTR-60PB
  - ボラーグ（en） - BMP-1風の車体にM113の転輪を装備した装甲兵員車両。1997年に発表され、一部はカザフスタンに輸出されており、スーダンでは｢Khatim 1｣の名で生産している。
- 自走砲
  - 2S1 122mm自走榴弾砲
  - M1978 170mm自走カノン砲 - 朝鮮民主主義人民共和国製の自走砲。170mm沿岸砲を59式戦車の車体に搭載。20両を購入したが、一部がイラン・イラク戦争時にイラク軍に捕獲されている。
  - ラード1 - ボラーグの車体に2S1に似た砲塔を搭載した国産自走榴弾砲。
  - ラード2 - M109に酷似した車体と砲塔にT-72の走行装置を装着した自走榴弾砲。
  - BMT-2「コブラー」（en） - ゾルファガールとボラーグの車体にZU-23-2連装機関砲を搭載した自走式対空砲。

### 航空機
ヘリコプター

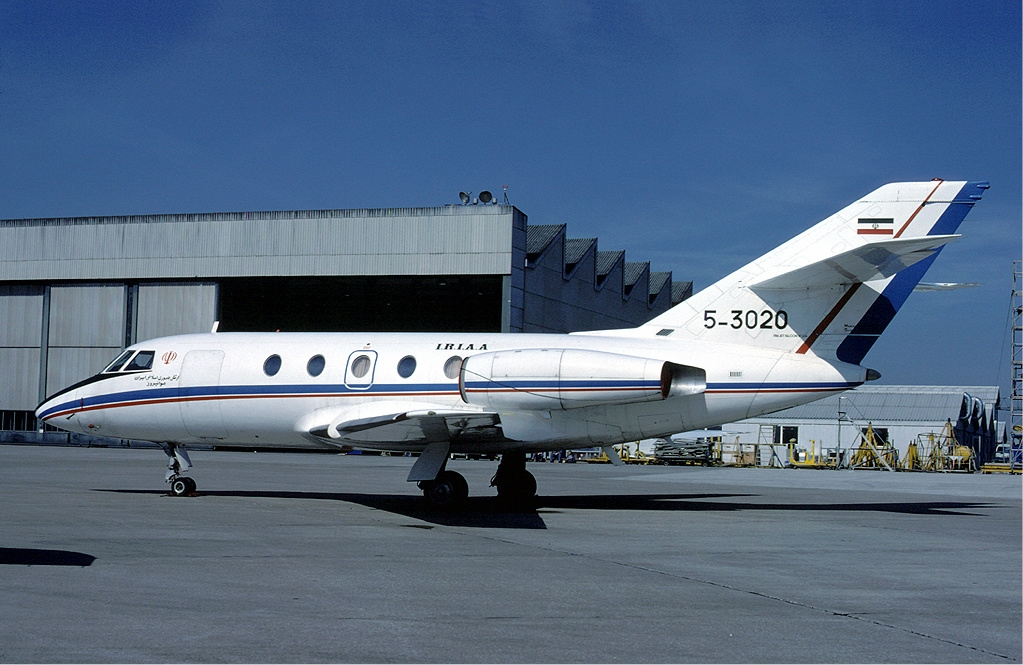
イラン陸軍のファルコン20　1982年4月撮影

- ベル 205 - 伊アグスタ社製の機体を購入。パンハ・シャバビズ2-75（en）の名でコピーされている。
- ベル 206 - パンハ・シャバビズ2061（en）の名でコピーされている。
- AH-1J - パンハ2091（en）という独自の改良型も有。
- CH-47C - 伊アグスタ社製の機体を45機購入。

固定翼機
- ダッソー ファルコン 20 - 要人輸送機として1機を運用。
- フォッカー F27 - 14機購入。

無人航空機
- ヤスィール - 国産[4]
- マハジェル6 - イラン製の武装無人航空機。2019年7月に3機が配備された[5]。

### 対戦車ミサイル
- トゥーファン - アメリカのBGM-71 TOWのコピー。徹甲弾頭のトゥーファン2もある。「トゥーファーン（طوفان）」はペルシャ語で「タイフーン」転じて「暴風」の意味である。
- サーエゲ - アメリカのM47 ドラゴンのコピー。
- ミラン - フランス製の対戦車ミサイル。シリアに供与されて第二次レバノン侵攻に用いられた。
- ラアド（en） - ソ連製9M14 / AT-3のライセンス生産型。二重弾頭の「ラアドT」も有る。ヒズボラに供与され、第二次レバノン侵攻に用いられた。「ラアド」は先述の自走砲と同様、「雷」の意味。
- M-113「トーサン」 - 9M113 / AT-5のライセンス生産型。

### 地対空ミサイル
- レイピアミサイルシステム - イギリス製の短距離ミサイル。パフラヴィー朝時代の1973年に購入。
- MIM-23 - アメリカ製の中距離対空ミサイル。パフラヴィー朝時代に購入し、現在もなお運用中。
- S-75/SA-2
- 2K12/SA-6
- S-300/SA-10

### 地対地ミサイル
- Kh-55（en） - NATOコードネームAS-15「ケント」。ソビエト連邦の崩壊時にウクライナから入手したとされている。
- R-27改 ムスダン - 北朝鮮製の中距離弾道ミサイル。少なくとも18基分の資材がイランに渡ったことが判明している。
- サーエゲ - 地対艦ミサイルとしての運用も行われる短射程（80 - 250km）の国産巡航ミサイル。